# 김상하
김상하(金相廈, 1926년 4월 27일~2021년 1월 20일)는 삼양그룹 대표이사 회장이다.

## 학력
1949년 7월, 서울대학교 문리대학과 정치학부 졸업

## 경력
- 1949년 8월 삼양그룹 입사
- 1963~1975 삼양모방 대표이사 부회장
- 1975~1986 삼양사 대표이사 회장
- 1983 능률협회 부회장
- 1984 한국산업기술진흥협회 부회장
- 1985~1997 대한농구협회 회장
- 1986~1988 삼양그룹 대표이사 부회장
- 1988~2000 대한상공회의소 회장
- 1988~2021 삼양그룹 대표이사 회장
- 1998~2005 한일경제협회 회장
- 2005~2021 한일경제협회 명예회장

## 가족관계
- 할아버지 김경중(金暻中, 1863년 ~ 1945년 4월 27일)
- 큰아버지 김성수(金性洙, 1891년 10월 11일 ~ 1955년 2월 18일)
- 아버지 김연수(金秊洙, 1896년 8월 25일 ~ 1979년 12월 4일)
- 어머니 박하진(朴河珍)
- 형 김상준(金相駿, 1918년 6월 4일 ~ 2004년 9월 10일)
- 형 김상협(金相浹, 1920년 4월 20일 ~ 1995년 2월 21일)
- 형 김상홍(金相鴻, 1923년 12월 17일 ~ 2010년 5월 23일)
- 형 김상돈(金相敦, 1925년 2월 24일 ~ 사망)
- 동생 김상철(金相喆, 1938년 4월 25일 ~ 2007년 2월 21일)
- 동생 김상응(金相應, 1946년 3월 29일 ~ 2002년)
- 부인 박상례(1931년 ~ )
- 아들 김원(1958년 ~ ,삼양홀딩스 대표이사 부회장)
- 아들 김정(1960년 ~ ,삼양패키징 부회장)
- 딸 김영란(1962년 ~ 2014년)